# Orgasmo seco
Un orgasmo seco es un clímax sexual en los varones que se produce sin o con poca eyaculación. Los hombres que experimentan orgasmos secos a menudo pueden lograr multiorgasmos. En un estudio a través de entrevistas con 21 hombres que han reportado múltiples orgasmos, tres reportaron que tenían orgasmos secos y solo al final eyaculaban, mientras que dos reportaron solo eyacular en el primer orgasmo, siendo los subsecuentes secos.
Los varones prepubertos que se masturban habitualmente solo alcanzan orgasmos secos, incluso en el caso de que alcancen el clímax.
Algunos hombres consideran que el orgasmo seco es poco satisfactorio o incluso doloroso, mientras que otros lo encuentran más intenso.[cita requerida]

## Técnicas
Los orgasmos secos pueden alcanzarse:
- De forma deliberada presionando el principio de la uretra entre el ano y los testículos, inmediatamente después del orgasmo.
- Mediante el uso de bombas de vacío, que puede también comprimir la uretra de tal manera que se produce un orgasmo seco, siempre y cuando el anillo del dispositivo esté en sitio.[5] Esto provocará que la uretra quede cerrada durante la eyaculación y, de esta forma, el semen no llegará al pene. No obstante, esto puede causar algún dolor en los testículos y alrededor del ano. Se puede causar daño a las partes del cuerpo relacionadas con la eyaculación, en especial los conductos de la eyaculación y los vasos deferentes.
- Mediante la contracción, inmediatamente después del orgasmo, del músculo pubocoxígeo, que se utiliza para forzar la detención de la micción. Esto requiere alguna práctica, pero muchos hombres que la dominan informan de orgasmos más largos, más intensos o incluso la capacidad de tener múltiples orgasmos.
- También en hombres que eyaculan múltiples veces en un corto período, del orden de una hora, después de que las primeras pocas eyaculaciones hayan agotado el fluido seminal almacenado disponible. Esta situación es reversible, ya que después de pocas horas los suministros de fluido seminal serán repuestos por la próstata y las vesículas seminales.
- Los hombres a los que se les ha extirpado su próstata (habitualmente como resultado de un cáncer de próstata).[6][7]

Otra causa de los orgasmos secos es la eyaculación retrógrada, en la cual el semen fluye hacia la vejiga urinaria y no hacia la uretra, al exterior.

## Orgasmo seco y cultura oriental
El término orgasmo seco también se utiliza en referencia a una forma de orgasmo somático mental, en el que se alcanza el orgasmo sin experimentar la eyaculación. Este tipo de orgasmo es común en prácticas del Anuttarayoga Tantra del budismo y la alquimia interna taoísta de Mantak Chia.

## Medicamentos para la Hiperplasia benigna de próstata
Algunos medicamentos para la Hiperplasia benigna de próstata como la  Tamsulosina pueden conllevar a que se produzca orgasmo seco, es decir sin eyacular semen.